# Kiveta
Kiveta je mala cev kružnog ili četvrtastog poprečnog preseka, zatvorena na jednom kraju, napravljena od plastike, stakla, ili kvarcnog stakla (za UV svetlost) i dizajnirana za upotrebu u spektroskopskim eksperimentima. Najbolje kivete su jasne i bez nečistoća koje mogu uticati spektroskopska merenje. Poput epruveta, kiveta može da bude otvorena na vrhu ili da bude zatvorena zapušačem. Parafilm se takođe može koristiti za njeno zatvaranje.
Jeftine kivete su okrugle i liče na epruvete. Plastične kivete za jednokratnu upotrebu se često koriste u brzom spektroskopskih testovima, gde je brzina važnija od visoke preciznosti.